# Bulharská vlajka

Bulharská vlajka
Poměr stran: 3:5

Vlajka Bulharska je tvořena třemi vodorovnými pruhy: bílým, zeleným a červeným. V současné podobě byla vlajka o poměru stran 3:5 přijata 22. listopadu 1990.
Bílá barva reprezentuje mír, lásku, práci a svobodu. Zelená barva je symbolem lesů, zemědělství a úrodnosti bulharské země, červená pak symbolizuje krev prolitou za svobodu.

Vlajka bulharského prezidenta Poměr stran: 3:5
Bulharská lodní vlajka (Naval Jack) Poměr stran: 2:3

## Historie
Již od roku 681 existovaly na Balkánu Bulharské říše. Nejprve to byla v letech 681–1018 První bulharská říše. Od konce 10. století se východ této říše a postupně celý její zbytek dostal pod nadvládu Byzantské říše a teprve v roce 1185 byl bulharský stát obnoven jako Druhá bulharská říše. V roce 1396 se bulharské území stalo součástí Osmanské říše. Až po Rusko-turecké válce vzniklo roku 1878 samostatné Bulharské knížectví. Vlajka (shodná se současnou vlajkou) vycházela (jako vděk za osvobození od turecké nadvlády) z ruské vlajky, prostřední modrý pruh byl ale nahrazen pruhem zeleným.
V letech 1878–1885, oficiálně však až do roku 1908 existovalo na jihovýchodě dnešního Bulharska autonomní území Osmanské říše Východní Rumélie. Jednalo se však o de facto druhý bulharský stát. Vlajkou byla červeno-bílo-modrá trikolóra s vodorovnými pruhy.

Vlajka Východní Rumélie (1878–1885/1908) Poměr stran: 2:3

Bulharské knížectví bylo de facto ruským protektorátem. Protiruské tendence vedly k omezení ruského vlivu a roku 1908 vzniklo plně nezávislé Bulharské carství. Vliv na bulharskou bílo-zeleno-červenou trikolóru to však nemělo.
V roce 1946 byl po levicovém převratu změněn název státu na Bulharská lidová republika, car Simeon II. uprchl s rodinou ze země. V souvislosti s těmito změnami byla od 27. ledna 1948 užívána pozměněná vlajka z roku 1878, které byl do horního rohu přidán nový státní znak. Ten byl tvořen zlatým, nekorunovaným lvem na modrém štítu. Ten obklopoval věnec ze pšeničných klasů. Klasy byly převázány červenou stuhou s datem 9 IX 1944 (vykládáno jako den vítězství nad fašismem). Nad štítem byla rudá, zlatě lemovaná, pěticípá hvězda.
Kartušovitý tvar štítu státního znaku (a tím i vlajky) byl 30. března 1948 změněn na oválný a přibylo do něj v dolní části zlaté ozubené kolo, hvězda pozbyla zlatý lem a konce stuhy byly upraveny do bulharské trikolóry.
V roce 1967 došlo k drobným barevným změnám znaku a tím i vlajky.
21. května 1971 došlo k další, nyní již významné změně znaku a tím i vlajky. Barva lva, klasů a ozubeného kola byla změněna na stříbrnou. Stuha dostala jiný tvar a místo jednoho na ní byly dva letopočty: rok 681, připomínající rok založení prvního bulharského státu a rok 1944, který byl vykládán jako rok osvobození a vítězství socialistické revoluce. Znak také dostal zlatou kresbu. Poměr stran byl 2:3, ale v polovině 70. let byl změněn na 3:5.

Bulharská vlajka (1948) Poměr stran: 3:5
Bulharská vlajka (1948–1967) Poměr stran: 3:5
Bulharská vlajka (1967–1971) Poměr stran: 3:5
Bulharská vlajka (1971–1990) Poměr stran: 2:3, později 3:5

Po pádu socialismu v roce 1989 a následné demokratizaci byl změněn název země na Bulharská republika a 22. listopadu 1990 byla opětovně přijata vlajka z roku 1878, tedy bílo-zeleno-červená trikolóra bez znaku. Poměr stran vlajky byl stanoven na 3:5
I po zavedení vlajky bez státního znaku se mimořádně objevila i vlajka s novým znakem, šlo však pouze o výjimku, vycházející zřejmě ze zvyklostí minulých let.